# Kevin Love
Pour les articles homonymes, voir Love.
Kevin Wesley Love, né le 7 septembre 1988 à Santa Monica en Californie, est un joueur américain de basket-ball évoluant au poste d'ailier fort voire de pivot au Jazz de l'Utah.

## Biographie

### Jeunesse
Kevin Love est né le 7 septembre 1988 à Santa Monica,en Californie. Il est le deuxième de trois enfants de Karen et de l'ancien joueur NBA Stan Love. Un an plus tard, la famille déménage à Lake Oswego, dans l'Oregon. Son père, Stan lui transmet sa passion pour le basket-ball en lui montrant des extraits de la rivalité Celtics-Lakers. De plus, Love étudiait des pivots passeurs comme Wes Unseld ou Bill Walton mais aussi des membres du Hall of Fame comme Hakeem Olajuwon, David Robinson, Charles Barkley ou encore Michael Jordan. Pour travailler la force des mains et du poignet, Stan le forçait à effectuer des pompes sur la pointe des doigts.

### Carrière au lycée
Love effectue une brillante carrière au lycée avec les Lakers de Lake Oswego. Dans son année sophomore, il a une moyenne de 25,3 points, 15,4 rebonds et 3,4 passes décisives par match. Il emmène son lycée jusqu'à la finale du championnat de l'État d'Oregon qu'il perd contre Jesuit High School 57-53. Durant l'été, Love est l'objet d'une controverse lorsque Nike le retire de sa Portland Elite Stars car il a choisi de participer au Reebok ABCD Camp contre d'autres étudiants prometteurs du pays. Finalement, Love choisit de jouer pour les Southern California All-stars qui ont un bilan de 46 victoires pour zéro défaite et Love gagne trois titres de MVP, Oregon Player of the Year.
En 2006, Love a une moyenne de 28 points, 16,1 rebonds et 3,5 passes décisives par match alors que les Lakers retournent en finale de l'État d'Oregon. Grâce aux 24 points et 9 rebonds de Love, les Lakers battent South Medford High School, emmenés par leur star Kyle Singler, 59-57. Lors de sa dernière année à Lake Oswego, Love a une moyenne de 33,9 points, 17 rebonds par match et 4 passes décisives par match et son équipe finit sur un bilan de 26 victoires pour 2 défaites. Plus tôt dans l'année, lors d'un match face à Rex Putman High School, Love casse le panier sur un dunk lors d'une contre-attaque. Love et Singler se rencontrent à nouveau lors de la finale 2007. Cette fois, Singler et South Medford l'emportent 58-54 en surmontant les 37 points et 19 rebonds de Love. Après la saison, Love est nommé Gatorade Player of the Year.
Love termine sa carrière lycéenne en totalisant le plus grand nombre de points marqués dans l'État d'Oregon avec 2 628 points. Le record précédent avait tenu 50 ans. Lors de ses quatre saisons à Lake Oswego, les Lakers ont un bilan de 92 victoires pour 21 défaites et sont arrivés trois fois de suite en finale de l'État, pour une victoire.
Pendant ses quatre années au lycée, de 2003 à 2007, ses moyennes sont de 26,8 points et 14,5 rebonds par matchs. Il dispute trois finales du championnats de l'état d'Oregon, de 2005 à 2007, remporte le titre en 2006. Il est également élu Oregon Player of the Year à trois reprises de 2005 à 2007.

### Carrière universitaire
En 2007, il rejoint les Bruins d'UCLA. Lors de cette saison, où ses statistiques sont de 17,5 points, 10,6 rebonds, 1,9 passe en 29,6 minutes, il remporte avec son école le championnat de la phase régulière de la Pacific-12 Conference, remportant également le tournoi final de la conférence, 67 à 64 face au Cardinal de Stanford. Il termine la saison avec le titre Pac-10 player of the year, joueur de l'année de la conférence. UCLA dispute le tournoi final de la NCAA, participant au Final Four. Les Bruins s'inclinent face aux Tigers de Memphis sur le score de 78 à 63 en demi-finale. Sur le plan national, il est désigné dans les premiers cinq All-America de l'USBWA (U.S. Basketball Writers Association), de l' Associated Press et de Sporting News et dans le deuxième cinq de la National Association of Basketball Coaches. Il est ainsi dans le premier cinq Consensus All-America Teams.

### Carrière NBA

#### Timberwolves du Minnesota (2008-2014)

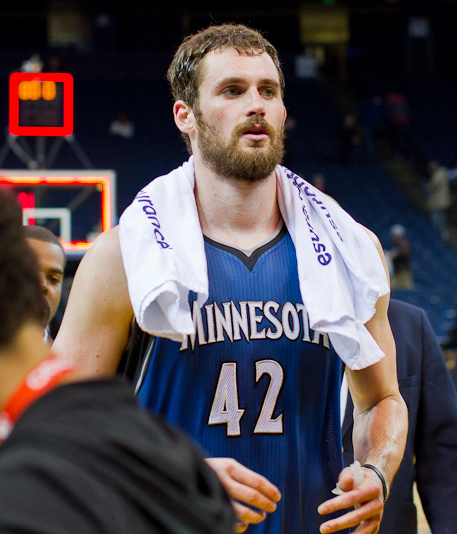
Kevin Love en mars 2012.

En 2008, après une année universitaire à UCLA, il est drafté en cinquième position par les Grizzlies de Memphis. Ceux-ci le transfèrent immédiatement aux Timberwolves du Minnesota, dans un échange incluant huit joueurs, dont O. J. Mayo, qui fait le chemin inverse.
Il est élu dans la NBA All-Rookie Second Team en 2009.
Le 13 novembre 2010, il marque 31 points et prend 31 rebonds dont 15 dans le troisième quart-temps contre les Knicks de New York. C'est le premier 30-30 depuis 1982, performance réalisée alors par Moses Malone.
Le 4 février 2011, il est appelé pour sa première participation au NBA All-Star Game en remplacement de Yao Ming blessé.
Le mercredi 9 mars 2011, Kevin Love établit un nouveau record NBA avec 52 double-double de rang, au cours d'une même saison, effaçant ainsi des tablettes le précédent record de Moses Malone,. Sa série se termine le 14 mars, avec 53 double-double consécutifs. À la fin de la saison 2010-2011, il reçoit le titre de joueur ayant le plus progressé, NBA Most Improved Player (MIP), succédant ainsi à Aaron Brooks.
Kevin Love remporte le concours à trois points du NBA All-Star Week-end 2012.
Le 23 mars 2012, il inscrit 51 points et capte 14 rebonds mais son équipe perd après une double prolongation, 140-149, face au Thunder d'Oklahoma City. Cette performance, établie avec sept paniers à trois points, dépasse l'ancien record de la franchise qui était détenu par Kevin Garnett avec 47 points.
Au début de la saison 2013-2014, il est le leader de la ligue aux points et le deuxième aux rebonds après trois matchs sans défaites, il est élu joueur de la semaine en NBA pour la Conférence Ouest. Le 22 février 2014, lors du déplacement au Jazz de l'Utah, il réalise son premier triple-double en carrière (37 points, 12 rebonds, 10 passes).
En février 2014, il devient le troisième joueur de ces 30 dernières années à réussir plus de 5 matches consécutifs à plus de 30 points et 10 rebonds lors d’une même saison, une performance réalisée auparavant par Karl Malone et Shaquille O'Neal.

#### Cavaliers de Cleveland (2014-2023)

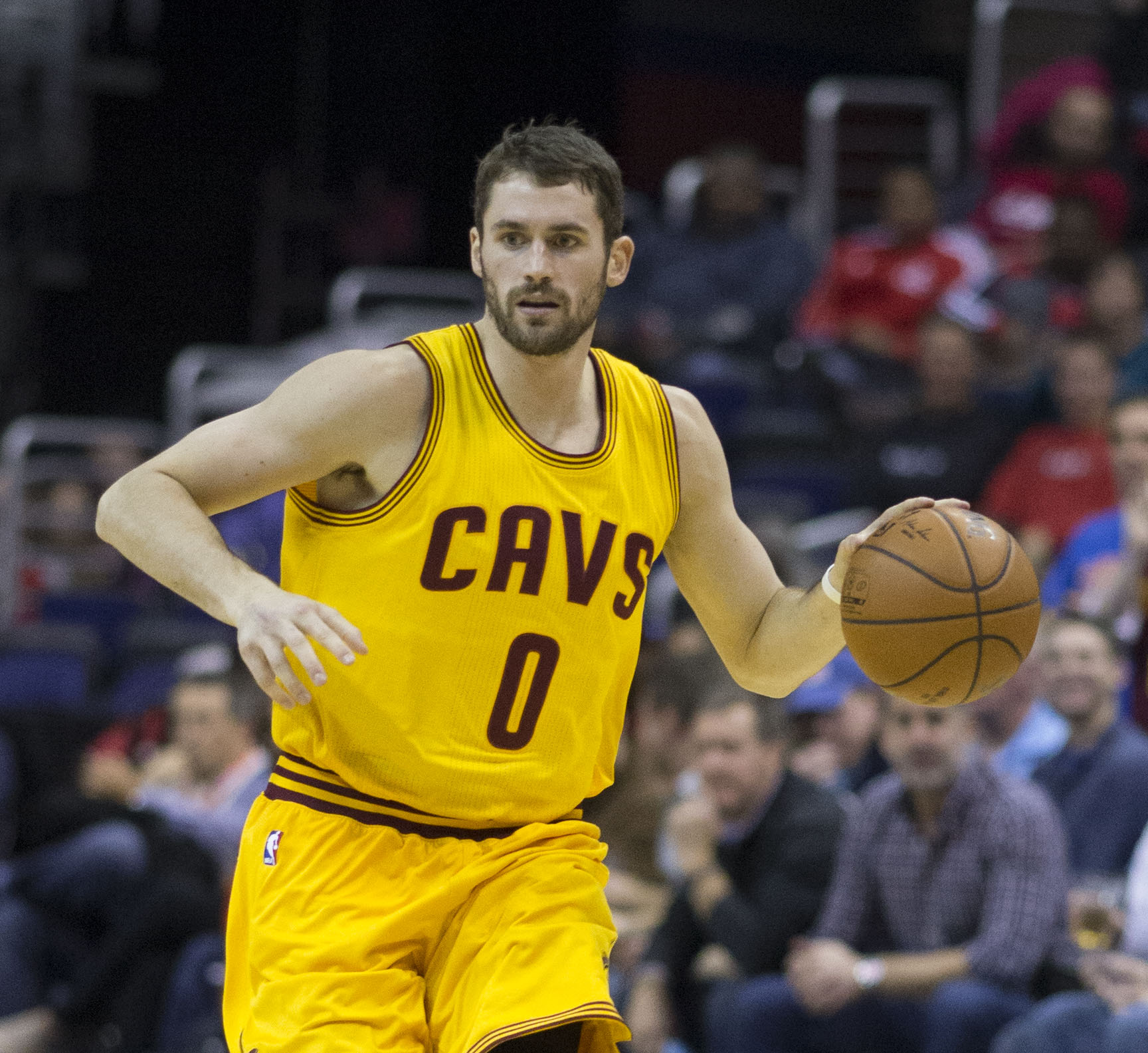
Kevin Love en novembre 2014.

En août 2014, Love fait partie d'un échange entre les Cavaliers de Cleveland, les 76ers de Philadelphie et les Timberwolves. Il part aux Cavaliers tandis qu'Anthony Bennett, Andrew Wiggins et Thaddeus Young arrivent dans le Minnesota et Luc Mbah a Moute et Alexeï Chved arrivent à Philadelphie.
Au terme de la saison régulière, il participe pour la première fois de sa carrière aux playoffs NBA. Néanmoins, après une grosse clé de bras de Kelly Olynyk durant le quatrième match de playoffs contre les Celtics de Boston, Kevin Love est blessé à l'épaule. Il doit se faire opérer de l'épaule et son absence est estimée entre 4 et 6 mois. Il manque ainsi le reste des playoffs alors que les Cavaliers ont battu les Celtics 4 matchs à 0.
Le 1er juillet 2015, il re-signe un contrat de 110 000 000 $ sur 5 ans avec les Cavaliers.
Au sein d'un trio composé de LeBron James et Kyrie Irving, il remporte le titre NBA 2016 face aux Warriors de Golden State.
Le 24 juillet 2018, il prolonge son contrat de quatre ans et 120 millions de dollars.
Le 18 février 2023, il se libère de son contrat avec les Cavaliers.

#### Heat de Miami (2023-2025)
Le 20 février 2023, il signe avec le Heat de Miami.
Il prolonge avec le Heat à l'intersaison 2023.

#### Jazz de l'Utah (depuis 2025)
En juillet 2025, Kevin Love est envoyé au Jazz de l'Utah dans un échange à trois équipes.

### Sélection nationale

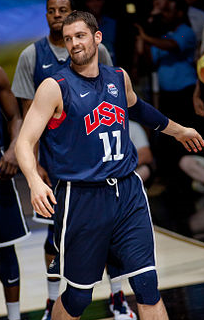
Kevin Love avec la Team USA.

Kevin Love fait partie de l'équipe des États-Unis qui remporte le mondial de basket 2010, en s'imposant notamment en finale contre le pays organisateur, la Turquie. Lors de cette compétition, il participe à la totalité des rencontres, pour des statistiques de 5,7 points, 4,9 rebonds et 0,8 passe, soit des totaux de 51 points, 44 rebonds et 7 passes pour 79 minutes sur l'ensemble des neuf matchs. Il fait de nouveau partie de la sélection américaine lors des Jeux olympiques de 2012 à Londres, sélection qui remporte le titre olympique en s'imposant en finale face à l'Espagne sur le score de 107 à 100. Ses statistiques sont de 11,6 points, 7,6 rebonds et 0,4 passe.

## Palmarès

### En NBA
- Champion NBA en 2016 avec les Cavaliers de Cleveland.
- Finales NBA en 2015, 2017, 2018 avec les Cavaliers de Cleveland, et en 2023 avec le Heat de Miami.
- Champion de Conférence Est en 2015, 2016, 2017, 2018 avec les Cavaliers de Cleveland.
- Champion de la Conférence Est en 2023 avec le Heat de Miami.

### Distinctions individuelles
- NBA All-Rookie Second Team en 2009[32].
- All-NBA Second Team en 2012 et 2014[33].
- 5 sélections au NBA All-Star Game en 2011[34] (en remplacement de Yao Ming, repêché par David Stern qui choisit les remplaçants des joueurs blessés) et 2012[35], 2014, 2017 (remplacé par Carmelo Anthony pour cause de blessure) et 2018 (remplacé par Goran Dragic pour cause de blessure).
- NBA Most Improved Player en 2011[36].
- Meilleur rebondeur en 2011 avec 15,23 rebonds de moyenne par match[37].
- Joueur ayant pris le plus grand nombre de rebonds (1 112), de rebonds défensifs (782) et de rebonds offensifs (330) lors de la saison NBA 2010-2011[37].
- Vainqueur du Three-point Shootout lors du NBA All-Star Week-end 2012.

### En sélection nationale
- Médaillé d'or au Championnat du monde 2010 en Turquie.
- Médaillé d'or aux Jeux olympiques d'été de 2012 à Londres.

## Statistiques

### Universitaires
Statistiques en matchs universitaires de Kevin Love
| Saison    | Équipe | Matchs | Titul. | Min./m | % Tir | % 3pts | % LF | Rbds/m. | Pass/m. | Int/m. | Ctr/m. | Pts/m. |
| --------- | ------ | ------ | ------ | ------ | ----- | ------ | ---- | ------- | ------- | ------ | ------ | ------ |
| 2007–2008 | UCLA   | 39     | 38     | 29,6   | 55,9  | 35,4   | 76,7 | 10,64   | 1,92    | 0,69   | 1,44   | 17,46  |
| Total     | Total  | 39     | 38     | 29,6   | 55,9  | 35,4   | 76,7 | 10,64   | 1,92    | 0,69   | 1,44   | 17,46  |

### Professionnelles

#### Saison régulière
Légende :
| Champion NBA | Meilleure progression de l'année | Leader de la ligue |

gras = ses meilleures performances
Statistiques en match en saison régulière de Kevin Love
| Saison        | Équipe        | Matchs | Titul. | Min./m | % Tir | % 3pts | % LF | Rbds/m. | Pass/m. | Int/m. | Ctr/m. | Pts/m. |
| ------------- | ------------- | ------ | ------ | ------ | ----- | ------ | ---- | ------- | ------- | ------ | ------ | ------ |
| 2008-2009     | Minnesota     | 81     | 37     | 25,3   | 45,9  | 10,5   | 78,9 | 9,06    | 1,04    | 0,43   | 0,62   | 11,10  |
| 2009-2010     | Minnesota     | 60     | 22     | 28,6   | 45,0  | 33,0   | 81,5 | 10,97   | 2,27    | 0,72   | 0,38   | 14,03  |
| 2010-2011     | Minnesota     | 73     | 73     | 35,8   | 47,0  | 41,7   | 85,0 | 15,23   | 2,52    | 0,62   | 0,38   | 20,22  |
| 2011-2012     | Minnesota     | 55     | 55     | 39,0   | 44,8  | 37,2   | 82,4 | 13,38   | 2,02    | 0,85   | 0,51   | 26,04  |
| 2012-2013     | Minnesota     | 18     | 18     | 34,3   | 35,2  | 21,7   | 70,4 | 14,00   | 2,33    | 0,72   | 0,50   | 18,33  |
| 2013-2014     | Minnesota     | 77     | 77     | 36,3   | 45,7  | 37,6   | 82,1 | 12,51   | 4,43    | 0,77   | 0,45   | 26,10  |
| 2014-2015     | Cleveland     | 75     | 75     | 33,8   | 43,4  | 36,7   | 80,4 | 9,75    | 2,24    | 0,68   | 0,52   | 16,37  |
| 2015-2016     | Cleveland     | 77     | 77     | 31,5   | 41,9  | 36,0   | 82,2 | 9,90    | 2,42    | 0,75   | 0,53   | 16,03  |
| 2016-2017     | Cleveland     | 60     | 60     | 31,4   | 42,7  | 37,3   | 87,1 | 11,13   | 1,95    | 0,87   | 0,40   | 19,03  |
| 2017-2018     | Cleveland     | 59     | 59     | 28,0   | 45,8  | 41,5   | 88,0 | 9,25    | 1,75    | 0,73   | 0,41   | 17,61  |
| 2018-2019     | Cleveland     | 22     | 21     | 27,2   | 38,5  | 36,1   | 90,4 | 10,86   | 2,18    | 0,27   | 0,23   | 17,00  |
| 2019-2020     | Cleveland     | 56     | 56     | 31,8   | 45,0  | 37,4   | 85,4 | 9,77    | 3,18    | 0,59   | 0,34   | 17,62  |
| 2020-2021     | Cleveland     | 25     | 25     | 24,9   | 40,9  | 36,5   | 82,4 | 7,44    | 2,52    | 0,64   | 0,08   | 12,20  |
| 2021-2022     | Cleveland     | 74     | 4      | 22,5   | 43,0  | 39,2   | 83,8 | 7,24    | 2,16    | 0,35   | 0,24   | 13,61  |
| 2022-2023     | Cleveland     | 41     | 3      | 20,0   | 38,9  | 35,4   | 88,9 | 6,80    | 1,90    | 0,20   | 0,20   | 8,50   |
| 2022-2023     | Miami         | 21     | 17     | 20,0   | 38,8  | 29,7   | 85,7 | 5,70    | 1,90    | 0,90   | 0,40   | 7,70   |
| 2023-2024     | Miami         | 55     | 5      | 16,8   | 44,0  | 34,4   | 78,7 | 6,10    | 2,10    | 0,30   | 0,20   | 8,80   |
| 2024-2025     | Miami         | 23     | 9      | 10,9   | 35,7  | 35,8   | 69,6 | 4,10    | 1,00    | 0,70   | 0,20   | 5,30   |
| Total         | Total         | 952    | 693    | 28,9   | 43,8  | 36,9   | 82,8 | 10,00   | 2,30    | 0,60   | 0,40   | 16,20  |
| All-Star Game | All-Star Game | 3      | 1      | 21,0   | 50,0  | 36,4   | 28,6 | 6,67    | 1,33    | 1,33   | 0,00   | 10,67  |

Mise à jour le 8 juillet 2025

#### Playoffs
Statistiques en match en playoffs de Kevin Love
| Saison | Équipe    | Matchs | Titul. | Min./m | % Tir | % 3pts | % LF | Rbds/m. | Pass/m. | Int/m. | Ctr/m. | Pts/m. |
| ------ | --------- | ------ | ------ | ------ | ----- | ------ | ---- | ------- | ------- | ------ | ------ | ------ |
| 2015   | Cleveland | 4      | 4      | 26,7   | 41,5  | 42,9   | 73,7 | 7,00    | 2,50    | 0,25   | 0,50   | 14,25  |
| 2016   | Cleveland | 20     | 19     | 30,6   | 38,5  | 41,4   | 84,0 | 8,75    | 2,10    | 0,45   | 0,45   | 14,65  |
| 2017   | Cleveland | 18     | 18     | 32,1   | 43,6  | 45,0   | 84,0 | 10,50   | 1,67    | 1,17   | 1,00   | 16,83  |
| 2018   | Cleveland | 21     | 21     | 31,5   | 39,2  | 34,0   | 92,2 | 10,24   | 1,62    | 0,71   | 0,38   | 14,90  |
| 2023   | Miami     | 20     | 18     | 18,0   | 37,8  | 37,5   | 87,5 | 5,60    | 1,20    | 0,50   | 0,40   | 6,90   |
| 2024   | Miami     | 5      | 0      | 6,4    | 44,4  | 25,0   | –    | 2,80    | 0,80    | 0,00   | 0,00   | 1,80   |
| Total  | Total     | 88     | 80     | 26,7   | 40,0  | 39,7   | 85,5 | 8,30    | 1,60    | 0,70   | 0,50   | 12,60  |

Mise à jour le 8 juillet 2025

## Records sur une rencontre en NBA
Les records personnels de Kevin Love en NBA sont les suivants, :
| Record de la franchise |

| Type de statistique        | Saison régulière | Saison régulière          | Saison régulière | Playoffs | Playoffs                   | Playoffs      |
| Type de statistique        | Record           | Adversaire                | Date             | Record   | Adversaire                 | Date          |
| -------------------------- | ---------------- | ------------------------- | ---------------- | -------- | -------------------------- | ------------- |
| Points                     | 51               | @ Thunder d'Oklahoma City | 23 mars 2012     | 32       | @ Celtics de Boston        | 17 mai 2017   |
| Paniers marqués            | 16               | @ Thunder d'Oklahoma City | 23 mars 2012     | 12       | @ Warriors de Golden State | 4 juin 2017   |
| Paniers tentés             | 31               | @ Bobcats de Charlotte    | 28 mars 2012     | 25       | @ Hawks d'Atlanta          | 8 mai 2016    |
| Paniers à 3 points réussis | 8                | 5 fois                    | 5 fois           | 8        | @ Hawks d'Atlanta          | 8 mai 2016    |
| Paniers à 3 points tentés  | 16               | Celtics de Boston         | 29 décembre 2016 | 15       | @ Hawks d'Atlanta          | 8 mai 2016    |
| Lancers francs réussis     | 19               | @ Bucks de Milwaukee      | 27 décembre 2011 | 12       | Pacers de l'Indiana        | 17 avril 2017 |
| Lancers francs tentés      | 24               | @ Bucks de Milwaukee      | 27 décembre 2011 | 12       | Pacers de l'Indiana        | 17 avril 2017 |
| Rebonds offensifs          | 12               | Knicks de New York        | 12 novembre 2010 | 6        | Hawks d'Atlanta            | 4 mai 2016    |
| Rebonds défensifs          | 21               | @ Kings de Sacramento     | 27 novembre 2012 | 16       | @ Warriors de Golden State | 1er juin 2017 |
| Rebonds totaux             | 31               | Knicks de New York        | 12 novembre 2010 | 21       | @ Warriors de Golden State | 1er juin 2017 |
| Passes décisives           | 10               | 4 fois                    | 4 fois           | 5        | Celtics de Boston          | 23 mai 2017   |
| Interceptions              | 4                | 4 fois                    | 4 fois           | 6        | Warriors de Golden State   | 7 juin 2017   |
| Contres                    | 4                | 2 fois                    | 2 fois           | 3        | @ Warriors de Golden State | 1er juin 2017 |
| Balles perdues             | 7                | 3 fois                    | 3 fois           | 6        | Celtics de Boston          | 21 mai 2018   |
| Minutes jouées             | 49               | @ Thunder d'Oklahoma City | 23 mars 2012     | 42       | Celtics de Boston          | 23 mai 2017   |

- Double-double : 498 (dont 29 en playoffs)
- Triple-double : 3

Dernière mise à jour : 9 avril 2024

## Salaires
| Année       | Équipe                 | Salaire       |
| ----------- | ---------------------- | ------------- |
| 2008-2009   | Minnesota              | 3 163 680 $   |
| 2009-2010   | Minnesota              | 3 401 040 $   |
| 2010-2011   | Minnesota              | 3 638 280 $   |
| 2011-2012   | Minnesota              | 4 609 701 $   |
| 2012-2013   | Minnesota              | 13 668 750 $  |
| 2013-2014   | Minnesota              | 14 693 906 $  |
| 2014-2015   | Cavaliers de Cleveland | 15 719 062 $  |
| 2015-2016   | Cavaliers de Cleveland | 19 500 000 $  |
| 2016-2017   | Cavaliers de Cleveland | 21 165 675 $  |
| 2017-2018   | Cavaliers de Cleveland | 22 642 350 $  |
| 2018-2019   | Cavaliers de Cleveland | 24 119 025 $  |
| 2019-2020   | Cavaliers de Cleveland | 28 942 830 $  |
| 2020-2021   | Cavaliers de Cleveland | 31 258 256 $  |
| 2021-2022   | Cavaliers de Cleveland | 31 258 256 $  |
| Total Gains | Total Gains            | 237 780 811 $ |
| 2022-2023   | Cavaliers de Cleveland | 28 942 830 $  |

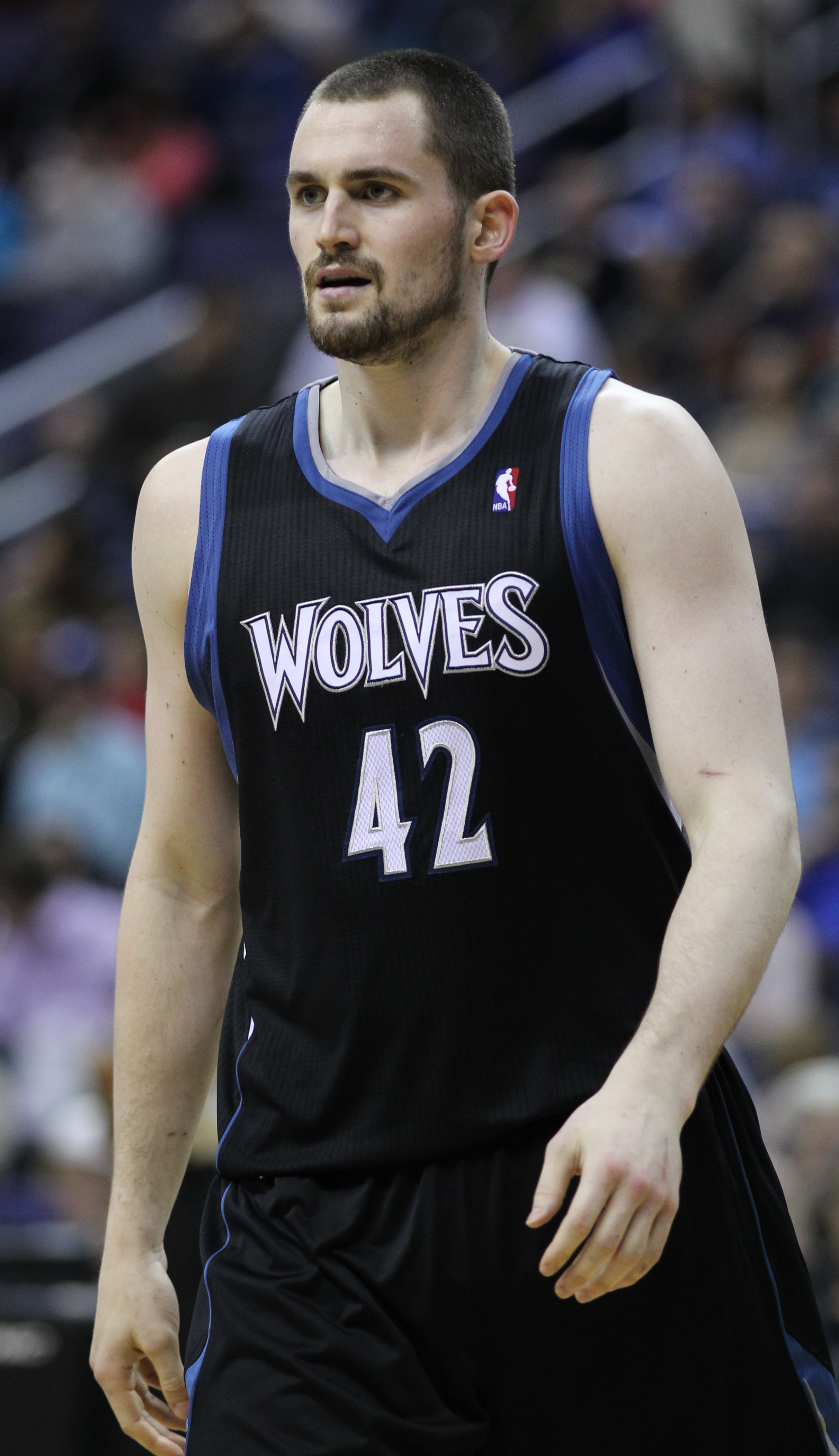
Kevin Love en mars 2011.

Note : * Pour la saison 2014-2015, le salaire moyen d'un joueur évoluant en NBA est de 4 500 000 $.

## Faits divers
Love a joué dans un épisode de La Vie de croisière de Zack et Cody.[réf. nécessaire]
Si son père est un ancien joueur de basket professionnel, son oncle Mike Love est un musicien célèbre, faisant partie des fameux Beach Boys.

## Pour approfondir
- Liste des meilleurs marqueurs en NBA en carrière.
- Liste des meilleurs rebondeurs en NBA en carrière.
- Liste des meilleurs rebondeurs en NBA par saison.
- Liste des meilleurs marqueurs à trois points en NBA en carrière.